# Volutaria abyssinica
Volutaria abyssinica là một loài thực vật có hoa trong họ Cúc. Loài này được (Sch.Bip. ex A.Rich.) C.Jeffrey ex Cufod. miêu tả khoa học đầu tiên năm 1967.